# Rui de Sousa Cardim
Rui José de Sousa Cardim é um arquiteto português.

## Biografia
Docente aposentado da Faculdade de Arquitetura da Universidade Técnica de Lisboa, foi eleito em 2004, académico efectivo da Academia Nacional de Belas-Artes.

## Obras
- Instituto Jacob Rodrigues Pereira (Rua D. Francisco de Almeida n.º1) - Prémio Valmor, 1987.
- projeto arquitetónico da estação do metro dos Olivais[4]